# 圣安德烈莱萨尔普
圣安德烈莱萨尔普（法語：Saint-André-les-Alpes，法語發音：[sɛ̃.t‿ɑ̃dʁe le.z‿alp]）是法国上普罗旺斯阿尔卑斯省的一个市镇，属于卡斯泰拉讷区。

## 地理
圣安德烈莱萨尔普（43°58'5"N, 6°30'28"E）面积47.46 平方千米，位于法国普罗旺斯-阿尔卑斯-蓝色海岸大区上普罗旺斯阿尔卑斯省，该省份为法国东南部内陆省份，北起上阿尔卑斯省，西接沃克吕兹省，西北接德龙省，南至瓦尔省，东临滨海阿尔卑斯省，东北部与意大利接壤。
与圣安德烈莱萨尔普接壤的市镇（或旧市镇、城区）包括：阿隆、昂格勒、卡斯泰拉讷、朗布吕斯、莫里耶、拉米尔阿尔让、圣于连迪韦尔东、瑟内、下托拉姆。

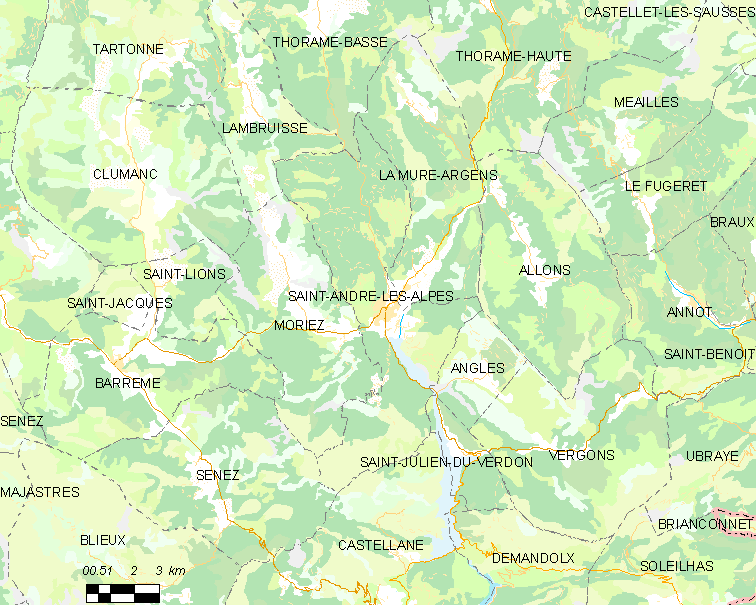
圣安德烈莱萨尔普的OSM定位图

圣安德烈莱萨尔普的时区为UTC+01:00、UTC+02:00（夏令时）。

## 行政
圣安德烈莱萨尔普的邮政编码为04170，INSEE市镇编码为04173。

## 政治
圣安德烈莱萨尔普所属的省级选区为卡斯泰拉讷县。

## 人口

1962-2008年间圣安德烈莱萨尔普人口变化图示

圣安德烈莱萨尔普于2022年1月1日时的人口数量为1030人。